# Damascus (Arkansas)
Damascus – miasto w Stanach Zjednoczonych, w stanie Arkansas, w hrabstwie Faulkner.